# Laguna Fea
Laguna Fea är en sjö i Argentina.   Den ligger i provinsen Neuquén, i den västra delen av landet, 1 100 km väster om huvudstaden Buenos Aires. Laguna Fea ligger 2 492 meter över havet. Arean är 17,3 kvadratkilometer. Den sträcker sig 6,7 kilometer i nord-sydlig riktning, och 8,8 kilometer i öst-västlig riktning.
Trakten runt Laguna Fea består i huvudsak av gräsmarker. Runt Laguna Fea är det mycket glesbefolkat, med 3 invånare per kvadratkilometer.